# پیش‌درآمدی برای جنگ
پیش‌درآمدی برای جنگ (انگلیسی: Prelude to War) فیلمی در ژانر مستند به کارگردانی فرانک کاپرا و آناتول لیتواک است که در سال ۱۹۴۲ منتشر شد. از بازیگران آن می‌توان به والتر هیوستون اشاره کرد.